# 巴黎高等商業研究學院
巴黎高等商业研究学院（Hautes études commerciales de Paris），简称HEC Paris，是法國最負盛名的商學院，也是世界最著名的商學院之一，被金融時報評為「歐洲第一商學院」。同時，在法國「學生報」（L'Étudiant）、費加洛報學生版(Le Figaro Étudiant)、挑戰報、經濟學人報、巴黎人報中的商學院排名皆為第一。
由巴黎工商會（La Chambre de Commerce de Paris）創建於1881年，前身可追溯至1818年創立的巴黎工商專業學院。
在各項商學院指標中，巴黎HEC商學院往往穩居第一。金融時報 Financial Time "European Business School"指標中於2019年超越倫敦商學院LBS後已蟬聯五屆第一。在最新的2025年QS Master in Management 排名中，巴黎HEC商學院超越史丹佛、耶魯、MIT等學校奪得第一。 
巴黎HEC商學院作為世界商業領袖的搖籃，擔任世界500強企業CEO的校友數量超過歐洲所有院校，位列全球第3，僅次於美國的哈佛大學和史丹佛大學。 知名校友遍佈商界政界，其中包括歐萊雅集團CEO，開雲集團CEO，家樂福集團CEO，百思買集團CEO，施耐德電機CEO，法國電信CEO，法國電力公司CEO，安盛CEO，法國巴黎銀行CEO，摩根士丹利董事長 ，前法國總統法蘭索瓦·歐蘭德，世界貿易組織（WTO）前總幹事帕斯卡爾·拉米，以及國際貨幣基金組織（IMF）總裁等。
巴黎HEC商學院只提供碩士和博士研究生教育(於2024年開始提供和義大利博科尼大學的本科雙學位，僅錄取50至60人)，以管理學碩士(大學校 (法國))、MBA和高級管理教育為其旗艦項目。各專業均屬世界頂級 ：管理學專業排名世界第1 ；金融專業排名世界第1 ；行銷專業排名世界第1 ；策略管理專業排名世界第1 ；商業分析專業排名世界第 3 ；MBA排名世界第2 ；EMBA排名世界第1 。
在金融時報最新公佈的歐洲商學院排名中，巴黎HEC商學院位列歐洲第1，並已創紀錄的11次位列歐洲第1名。
在QS世界大學排名最新公佈的商科碩士排名中，巴黎HEC商學院所有專業均位列歐洲第1，金融，管理，市場營銷等專業位列全球第1。

## 歷史
- 1881年，學院首設於巴黎市中心的奥斯曼男爵区。
- 1964年，巴黎HEC商学院搬遷至巴黎近郊的儒伊-昂-若塞斯（Jouy-en-Josas）小镇。
- 1972年，校友建立了HEC基金會（The HEC Foundation）。[7]
- 1988年，HEC 與ESADE，博科尼大學和科隆大學共同建立了全球管理教育聯盟（CEMS - The Global Alliance in Management Education；簡稱CEMS）。
- 1999年，由巴黎工商会巴黎商业进修中心開設的高級管理課程，合併至巴黎HEC商學院，成為EMBA課程。
- 2024年，巴黎HEC商學院和義大利博科尼大學開啟了首屆數據、社會、與組織（Data, Society and Organisations track）的本科學歷。申請極為競爭，根據官網陳述，全球僅錄取50至60人。申請者必須提交SAT,ACT或博科尼設計的Bocconi Test,在高中獲得極爲出色的成績，遞交履歷和申請作文並進行特殊的線上面試再進行篩選。大多數的申請者在滿分1600的SAT中皆得到1500分以上(世界前1%)，顯少有1450分以下的申請者錄取。[8] 錄取學生可以在入學第二或第三年選擇時長一學期的交換計畫，對象學校包括美國的普林斯頓大學、哥倫比亞大學、英國倫敦大學政治經濟學院或巴黎政治學院等等。[9]

## 課程
目前學院提供5大類學院課程，從精英研究生院（Grande École）的管理學碩士課程，以及一般專業碩士課程（MSc），與MBA、EMBA到博士課程皆有開設。該學院頒發的學位也被法國教育部認可為國家學位。

## 現況
目前學院通過了AACSB、AMBA以及EQUIS認證，該學院在金融時報的歐洲管理學院排行（European Business School Rankings）上，2006 – 2013 年平均名列第一。
該學院的管理學碩士課程在2023年的經濟學人管理學碩士（Master in Management）全球排行榜上名列第一。

## 校友
該學院目前已經培養了許多國際知名校友，如前IMF總裁與法國前總統弗朗索瓦·奥朗德。

## 外部連結
- HEC Paris （页面存档备份，存于）